# Thymus pectinatus
Thymus pectinatus là một loài thực vật có hoa trong họ Hoa môi. Loài này được Fisch. & C.A.Mey. miêu tả khoa học đầu tiên năm 1854.